# Jennerstown
Jennerstown es un borough ubicado en el condado de Somerset en el estado estadounidense de Pensilvania. En el año 2000 tenía una población de 714 habitantes y una densidad poblacional de 142.6 personas por km².

## Geografía
Jennerstown se encuentra ubicado en las coordenadas 40°09′42″N 79°03′46″O / 40.16167, -79.06278. Según la Oficina del Censo de los Estados Unidos, el municipio tiene un área total de 2.0 millas cuadradas (5.2 km²), de las cuales 1.9 millas cuadradas (4.9 km²) son tierra y 0.1 millas cuadradas (0.26 km²) (3.50%) son agua.

## Demografía
Según la Oficina del Censo en 2000 los ingresos medios por hogar en la localidad eran de $39,886 y los ingresos medios por familia eran $46,111. Los hombres tenían unos ingresos medios de $28,750 frente a los $22,273 para las mujeres. La renta per cápita para la localidad era de $19,540. Alrededor del 5.3% de la población estaba por debajo del umbral de pobreza.